# جلجامش (أوبرا كودالي)
Gılgamış جلجامش هي أوبرا درامية من أربعة فصول باللغة-التركية في عام 1964 من ألحان نيفيت كودالي. البطل الملحمي السومري جلجامش هو موضوع الأوبرا. كتبت الليبريتو بواسطة أورهان أسينا.
في الوقت نفسه مع كودالي، عمل أحمد عدنان سايغون أيضاً في نفس العام على مشروهع جلجامش الذي أكمله Op.65 جلجامش.

## الأعداد
في عام 1954، أراد كودالي، عزف موسيقى «الآلهة والشعب» حول «ملحمة جلجامش» من أورهان آسينا، كتابة الأوبرا ونتيجة العمل الذي بدأه كل من آسينا وكودالي في عام 1960، أصبح نهائياً في عام 1963.
تم تنفيذ العمل لأول مرة من قبل دار الباليه والأوبرا في أنقرة في 27 يناير 1964. كان كونيت غوكتشير مدير المرحلة الأولى.
وتم تأدية العمل أيضاً في مرسين وأسطنبول.

## الأسطوانة
| الأسطوانة                                         | نوع الصوت | الدور الأول، 27 يناير 1964 (قائد الأوركسترا: --) |
| ------------------------------------------------- | --------- | ------------------------------------------------ |
| جلجامش: ملك أوروك. بطل سومر الملحمي،              | باس       | ايحان باران                                      |
| إيسار: إلهة الجمال،                               | سوبرانو   | موفيدت غونباي                                    |
| نين-سون                                           |           | بلقيس أران                                       |
| مي-لا-زا                                          |           | سيفدا ايدان                                      |
| أنكيدو: أهل البلد، صديق جلجامش                    | تينور     | سليم نوروكور                                     |
| أوتنابيشتيم: الرب الوحيد الذي يعلم سر عشبة الخلود | باس       | احسان هولول                                      |
| الشيخ الأعمى                                      |           | سليمان غوني                                      |

## ملخص الموضوع
جلجامش ملك أوروك، يقتل إنكيدو المرسل من قبل آلهة الجمال عشتار، ويقع في خوف من الموت ويذهب إلى أوتنابيشتيم بحثاً عن الخلود. عندما يعلم أن خلوده لن يحدث إلا على حساب الإنسانية، يتوقف عن كونه خالداً. في نهاية المطاف يعاقب عشتار بتدمير وجه جلجامش.